# Метаполітефсі
Метаполітефсі (грец. Μεταπολίτευση) — термін, який використовується на позначення перехідного періоду в історії сучасної Греції після падіння диктатури військової хунти «чорних полковників» 1967—1974 років, коли конституційним шляхом форма правління була замінена на парламентську республіку.

## Історія
Довгий курс на метпполітефсі був взятий фактично ще за часів хунти її лідером Георгіосом Пападопулосом. Він прагнув втілити досить спірний план лібералізації, направлений проти таких впливових політиків, як Панайотіс Канеллопулос та Стефанос Стефанопулос. Виконання плану Пападопулоса перервали Повстання в Афінському Політехнічному університеті, масові акції протесту та демонстрації громадян на підтримку повалення режиму полковників, а також контр-переворот, здійснений Дімітріосом Іоаннідісом.
Невдала спроба державного перевороту Іоаннідіса проти обраного президента Кіпру Макаріоса III і наступне вторгнення Туреччини прискорили падіння диктатури. Був призначений тимчасовий уряд, відомий як «уряд національної єдності» на чолі з колишнім прем'єр-міністром Константіносом Караманлісом. Караманліс легалізував Комуністичну партію Греції і створив нову політичну партію «Нова Демократія», яка здобула перемогу на виборах 1974 року.
Одразу після парламентських виборів 1974 року і розпочався період метаполітефсі, процес демократичних перетворень, здійснених у наступні роки. Головним прикладом цілком оновленого політикуму стала мирна передача влади першому лівоцентристському уряду Греції після виборів 1981 року і співпраця Константіноса Караманліса та Андреаса Папандреу.